# Archenland
 Dans la série de romans de fantasy Le Monde de Narnia de C.S. Lewis, le royaume d'Archenland est un pays situé au sud du royaume de Narnia et au nord de l'empire Calormen. Sa capitale semble être le château situé sous le col d'Anvard, qui permet le passage vers Narnia,. 

## Géographie
Archenland est décrit comme un pays vallonné de gorges et de parcs ouverts, peu boisés et peuplés de nombreuses espèces d'arbres. Au nord se trouvent les montagnes qui forment la frontière avec Narnia. Au sud se trouvent le grand désert qui sépare Archenland de Calormen. Il est bordé à l'est par la mer et il y a au moins une ville portuaire sur cette côte. 

## Histoire
Dans le Neveu du magicien, il est dit du roi Frank, le premier roi de Narnia, que son deuxième fils devint le premier roi d'Archenland. Aslan lui-même avait décrété l'existence d'Archenland à Frank avant qu'il ne prenne le trône. Cependant, dans la chronologie narnienne de Lewis, le roi Col d'Archenland est réputé être le fils du roi Frank V de Narnia et l'installe 180 ans après la création de Narnia. Contrairement à Narnia, Archenland conserve une lignée de règnes ininterrompue au moins jusqu’à l’époque du Cheval et son écuyer, et le personnage principal du Cheval et son écuyer, Shasta, est l’héritier du trône. Archenland existe toujours à l’époque de La Dernière Bataille (année 2555). 
Dans Le Cheval et son écuyer, qui se déroule sous le règne du grand roi Peter et de ses frères et sœurs, quatorze ans après les événements principaux du Lion, de la Sorcière et du Garde-robe et un an avant la fin de ce dernier livre, Archenland s'allie à Narnia et est habité par des humains. Narnia, au contraire, est à cette époque peuplée presque entièrement par des animaux qui parlent. Le roi Lune a eu deux fils jumeaux, Cor et Corentin, mais Cor a été enlevé comme un bébé et ne reviendra que des années plus tard. Cor grandit à Calormen sous le nom de Shasta et passe pour un orphelin, vivant avec un pêcheur. Mais celui-ci ayant décidé de le vendre comme esclave, il décide de fuir Calormen pour le nord. Le prince Rabadash de Calormen envisage de conquérir Archenland pour faciliter l’invasion de Narnia et l’enlèvement de la reine Susan, mais Shasta atteint Anvard avant Rabadash et avertit le roi Lune à temps des projets de Rabadash. Archenland et Narnia défont les forces de Calormen et Rabadash est fait prisonnier. Shasta est ensuite reconnu par Lune comme étant son fils Cor depuis longtemps perdu. 
Archenland conserve son indépendance après l’invasion de Narnia par Telmar. Il est conseillé au prince Caspian (futur Caspian X) de fuir vers le roi Nain lorsque son oncle, le roi Miraz, planifie sa mort (année 2303). 

## Rois d'Archenland
On connaît quelques-uns des souverains d’Archenland. On peut supposer qu'il y avait d'autres rois et reines, car l'histoire d'Archenland s'étend sur 2355 ans : 
- Roi Col (fils du roi Frank V de Narnia), fl. 180
- Roi Lune, fl. 1014
- Roi Cor, fils de Lune, marié à Aravis, d. c.1050
- Roi Ram dit Le Grand, fils de Cor et d'Aravis, régna avant 1050
- Roi Nain, fl. 2303
- La lignée des rois d’Archenland n’est brisée ni par la Sorcière blanche ni par les Telmarins. La ligne du caléchier reste intacte, et Archenland existe toujours à la fin du monde.

## Autres traductions
Dans la traduction russe du Monde de Narnia, Archenland est appelé "Orlandia" (Орландия).
1. ↑  Alberto Manguel et Gianni Guadalupi, The Dictionary of Imaginary Places, San Diego, Newly updated and expanded, 2000, 755 p. (ISBN 978-0-15-600872-3, lire en ligne), p. 31
2. ↑  Colin Duriez, A field guide to Narnia, InterVarsity Press, 2004, 168–169 p. (ISBN 978-0-8308-3207-1, lire en ligne)
3. ↑  Martha C. Sammons, A Guide Through Narnia, Regent College Publishing, 2004, 244 p. (ISBN 978-1-57383-308-0, présentation en ligne), p. 27